# Chris Pronger
Christopher Robert Pronger (Dryden, 10 ottobre 1974) è un ex hockeista su ghiaccio canadese che ha giocato come difensore nella National Hockey League, e dal 2015 è membro della Hockey Hall of Fame.
Dopo essere stato scelto in seconda posizione assoluta dagli Hartford Whalers durante l'NHL Entry Draft 1993 Pronger esordì in NHL con Hartford, giocando poi per i St. Louis Blues, gli Edmonton Oilers, gli Anaheim Ducks e i Philadelphia Flyers. In carriera è giunto per tre volte alla finale della Stanley Cup con altrettante squadre (Edmonton, Anaheim e Philadelphia), riuscendo a vincere il titolo con i Ducks nel 2007. Pronger nel 2000 vinse l'Hart Memorial Trophy come MVP della lega, primo difensore capace in tale impresa dopo Bobby Orr nel 1972. Con la maglia del Canada Pronger ha vinto due titoli olimpici ed un titolo mondiale. Dopo la vittoria della Stanley Cup è entrato a far parte del Triple Gold Club.

## Carriera

### Club

#### Giovanili
Pronger nacque a Dryden da Jim ed Eila Pronger, immigrata proveniente dalla Finlandia. Iniziò a militare nelle formazioni giovanili locali dopo essere stato inserito nel programma di sviluppo dell'Ontario per gli Under-17; a 15 anni giocò con gli Stratford Cullitons Jr. B disputando la stagione 1990-1991. Nel maggio 1991 Pronger dichiarò l'intenzione di seguire le orme del fratello maggiore Sean e di iscriversi alla Bowling Green State University nel campionato NCAA piuttosto che optare per l'Ontario Hockey League. Nonostante le indicazioni pre-draft Pronger nell'OHL Priority Selection fu scelto in sesta posizione assoluta dai Peterborough Petes e nell'estate dello stesso anno si unì ai Petes giocando le due stagioni successive, conquistando un campionato e numerosi premi individuali dell'OHL e della CHL.
Con la maglia dei Peterborough Petes Pronger giocò 155 incontri, segnando ben 48 reti e fornendo ai compagni 140 assist, per un totale di 188 punti, dimostrando buone attitudini offensive pur essendo un difensore. Nell'estate del 1993 prese parte all'NHL Entry Draft, dove fu scelto in seconda posizione assoluta dagli Hartford Whalers, dietro solo all'attaccante degli Ottawa Senators Alexandre Daigle, il quale dichiarò "Sono felice di essere stato scelto per primo, perché nessuno si ricorda del numero due."

#### Hartford Whalers e St. Louis Blues
Pronger fece il proprio debutto in NHL nella stagione 1993-94 giocando 81 partite con i Whalers e conquistando la nomina all'NHL All-Rookie Team. Tuttavia Pronger fu uno dei numerosi giocatori dei Whalers coinvolti in problemi al di fuori del ghiaccio, infatti fu arrestato insieme a cinque compagni e all'assistente allenatore dopo una rissa in un locale di Buffalo nel marzo 1994 e fermato per guida in stato di ebbrezza nell'Ohio tre giorni dopo la fine della stagione regolare. Tale condotta fece pensare a Pronger come un giovane di talento ma ancora immaturo. La dirigenza dei Whalers, in difficoltà economiche, si era assicurata la scelta di Pronger attraverso due operazioni di mercato e riponeva nel giocatore anche le speranze per una possibile qualificazione ai playoff. Conclusa la seconda stagione con Hartford, il 27 luglio 1995, Pronger fu ceduto ai St. Louis Blues in cambio dell'attaccante Brendan Shanahan.
Nelle prime due stagioni a St. Louis Pronger incrementò la produzione offensiva, superando i 30 punti al termine della stagione regolare nella stagione 1996-97. L'anno successivo, dopo la partenza del free agent Brett Hull, Pronger fu nominato capitano della squadra e fu inserito nell'All-Star team. Nel corso dei playoff della Stanley Cup del 1998 Pronger ebbe un breve arresto cardiaco dopo che un paleo lo colpì in pieno petto durante una partita contro i Detroit Red Wings. Nella stagione 1999-2000 Pronger fece segnare il proprio career-high con 62 punti ed una valutazione plus/minus di +52. Grazie a questi risultati al termine della stagione conquistò il James Norris Trophy e l'Hart Memorial Trophy, superando di un solo punto nella votazione il vincitore dell'Art Ross Trophy Jaromír Jágr. Pronger fu inoltre inserito nell'First All-Star Team.
L'anno dopo Pronger raccolse 47 punti pur giocando solo 51 partite a causa di alcuni infortuni. Tali guai fisici si aggravarono durante la stagione 2002-2003, costringendo Pronger a disputare solo cinque partite di stagione regolare, venendo sostituito nel ruolo di capitano da Al MacInnis. Pronger ritornò regolarmente il pista per la stagione 2003-2004 totalizzando ben 54 punti. Dopo il lockout con l'imposizione del salary cap i Blues cedettero Pronger agli Edmonton Oilers in cambio di Eric Brewer, Jeff Woywitka e Doug Lynch. Con la franchigia canadese firmò un contratto quinquennale dal valore di 31,25 milioni di dollari.

#### Edmonton Oilers
Pronger raccolse 56 punti nel corso della stagione 2005-2006, guidando gli Oilers lungo i playoff fino alla finale della Stanley Cup contro i Carolina Hurricanes. Gli Oilers persero la serie a Gara-7, mentre Pronger concluse i playoff con 21 punti (5 gol e 16 assist) in 24 partite giocate, con un bilancio plus/minus di +10. Il 23 giugno 2006 Pronger chiese al suo agente Pat Morris di essere ceduto dagli Edmonton Oilers. Il general manager Kevin Lowe spiegò che tale richiesta era per motivi familiari, tuttavia alcune fonti riportarono la notizia secondo cui la causa principale della volontà di essere ceduto fosse l'infelicità della moglie Lauren di vivere ad Edmonton. Il 3 luglio Pronger passò agli Anaheim Ducks in cambio dell'attaccante Joffrey Lupul, del difensore Ladislav Šmíd e di alcune scelte di Anaheim del Draft 2007, rivelatesi essere quelle di Nick Ross e Jordan Eberle.

#### Anaheim Ducks

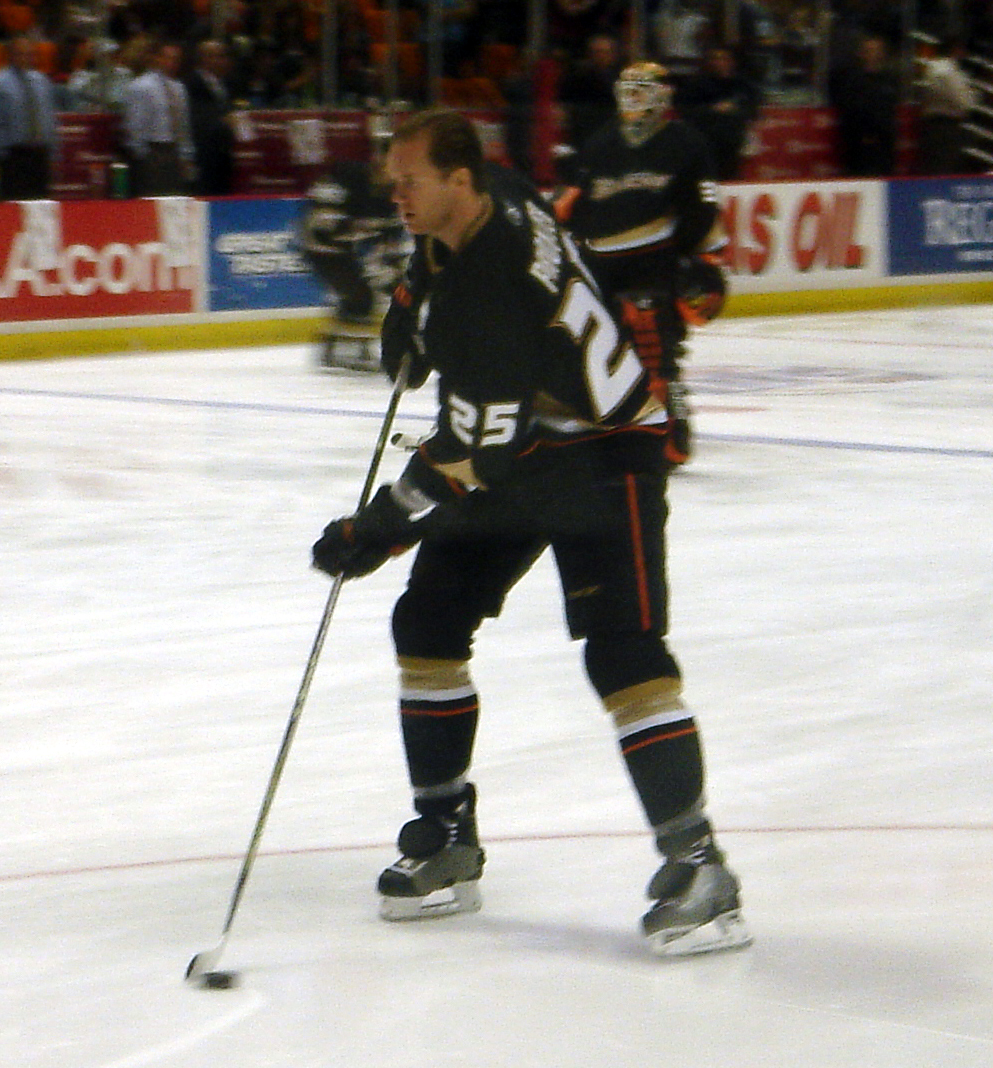
Chris Pronger con la maglia di Anaheim.

Nel 2007 Pronger giocò un ruolo importante per i Ducks e per la loro corsa verso la finale della Stanley Cup, vinta contro gli Ottawa Senators; si trattò inoltre della dua seconda finale consecutiva. Durante le finali della Western Conference Pronger fu sospeso per una partita dopo un check scorretto contro il giocatore dei Detroit Red Wings Tomas Holmström. Nel turno finale Pronger fu sospeso per un'altra gara dopo una gomitata inferta all'ala degli Ottawa Senators Dean McAmmond in Gara-3. Dopo la vittoria della Stanley Cup diventò un membro del Triple Gold Club.
Il 28 settembre 2007 Pronger fu nominato nuovo capitano dei Ducks sostituendo Scott Niedermayer. Nonostante il ritorno in rosa Niedermayer nel corso della stagione 2007-2008, Pronger mantenne il titolo di capitano fino all'inizio del campionato successivo, quando l'incarico fu riassegnato a Niedermayer. Pronger fu scelto come capitano alternativo.
Il 12 marzo 2008 Pronger fu coinvolto in uno scontro di gioco con il giocatore dei Vancouver Canucks Ryan Kesler. Nonostante Kesler non avesse riportato alcun guaio finisco la NHL riesaminando le telecamere lungo la pista scelse di squalificare per 8 partite Pronger per gioco potenzialmente pericoloso. Ritornò sul ghiaccio il 6 aprile contro i Phoenix Coyotes nell'ultima gara di Anaheim in stagione regolare.
Durante la stagione 2008-2009, il 20 febbraio 2009, Pronger si aggiunse alla lista di giocatori capaci di totalizzare oltre 1.000 partite di stagione regolare. Nei successivi playoff i Ducks, partendo dall'ottava posizione della Western conference eliminarono i vincitori del President's Trophy, i San Jose Sharks, in sei partite prima di perdere per 4-3 contro i Detroit Red Wings. Pronger in 13 partite totalizzò 10 punti.

#### Philadelphia Flyers
Il 27 giugno 2009, Pronger, insieme all'attaccante Ryan Dingle, fu ceduto ai Philadelphia Flyers in cambio di Lupul, dei diritti sul difensore Luca Sbisa, due scelte al primo giro e una terza scelta opzionale al terzo giro. Dieci giorni più tardi Pronger firmò un prolungamento del contratto per sette stagioni, in modo da chiudere così la propria carriera a Philadelphia. Un mese dopo la NHL annunciò l'avvio di alcune indagini circa la validità del contratto, temendo fosse una strategia per aggirare le norme sul salary cap. Al termine del procedimento il contratto fu dichiarato valido
Nella stagione 2009-2010 i Flyers si qualificarono ai playoff l'ultimo giorno della stagione regolare grazie al successo contro i New York Rangers. Nel corso dei playoff i Flyers eliminarono nell'ordine i New Jersey Devils, i Boston Bruins ed i Canadiens de Montréal, qualificandosi per la finale della Stanley Cup contro i Chicago Blackhawks. Nonostante la sconfitta dei Flyers per 4-2, Pronger riuscì ad arrivare in finale con la terza squadra diversa consecutiva.
Al termine dei playoff Pronger fu sottoposto ad un intervento di artroscopia al ginocchio. Pronger fu costretto nella stagione 2010-2011 a saltare oltre 30 partite a causa di numerosi problemi fisici. Il 16 settembre 2011 Pronger fu scelto come diciottesimo capitano nella storia dei Philadelphia Flyers, sostituendo Mike Richards ceduto ai Los Angeles Kings. Tuttavia i continui problemi al ginocchio sommati ai numerosi scontri di gioco sfociarono in una sindrome postcommozionale che lo costrinsero a disputare solo 13 partite nella stagione 2011-2012, mettendo in pericolo la carriera stessa.

### Nazionale
Durante la seconda stagione con i Peterborough Petes Pronger prese parte con la selezione Under-20 ai mondiali del 1993 in Svezia. I nordamericani vinsero l'oro, mentre Pronger totalizzò quattro punti in sette gare.
Nel 1997 debuttò con la nazionale maggiore in occasione dei mondiali giocati in Finlandia. L'anno successivo esordì ai giochi olimpici invernali di Nagano 1998. Quattro anni più tardi, nel febbraio 2002, vinse il suo primo oro olimpico ai giochi di Salt Lake City 2002. Pronger fu convocato per la terza olimpiade consecutiva anche ai giochi di Torino 2006, senza riuscire tuttavia a conquistare una medaglia.
Il 30 dicembre 2009 Pronger ricevette la convocazione per i giochi di Vancouver 2010. Insieme a Sidney Crosby e a Jarome Iginla svolse l'incarico di capitano alternativo. Il Canada in finale vinse l'oro contro gli Stati Uniti. Pronger diventò il giocatore canadese con il maggior numero di partite giocate nei tornei olimpici, con un totale di 25 incontri disputati.

## Palmarès

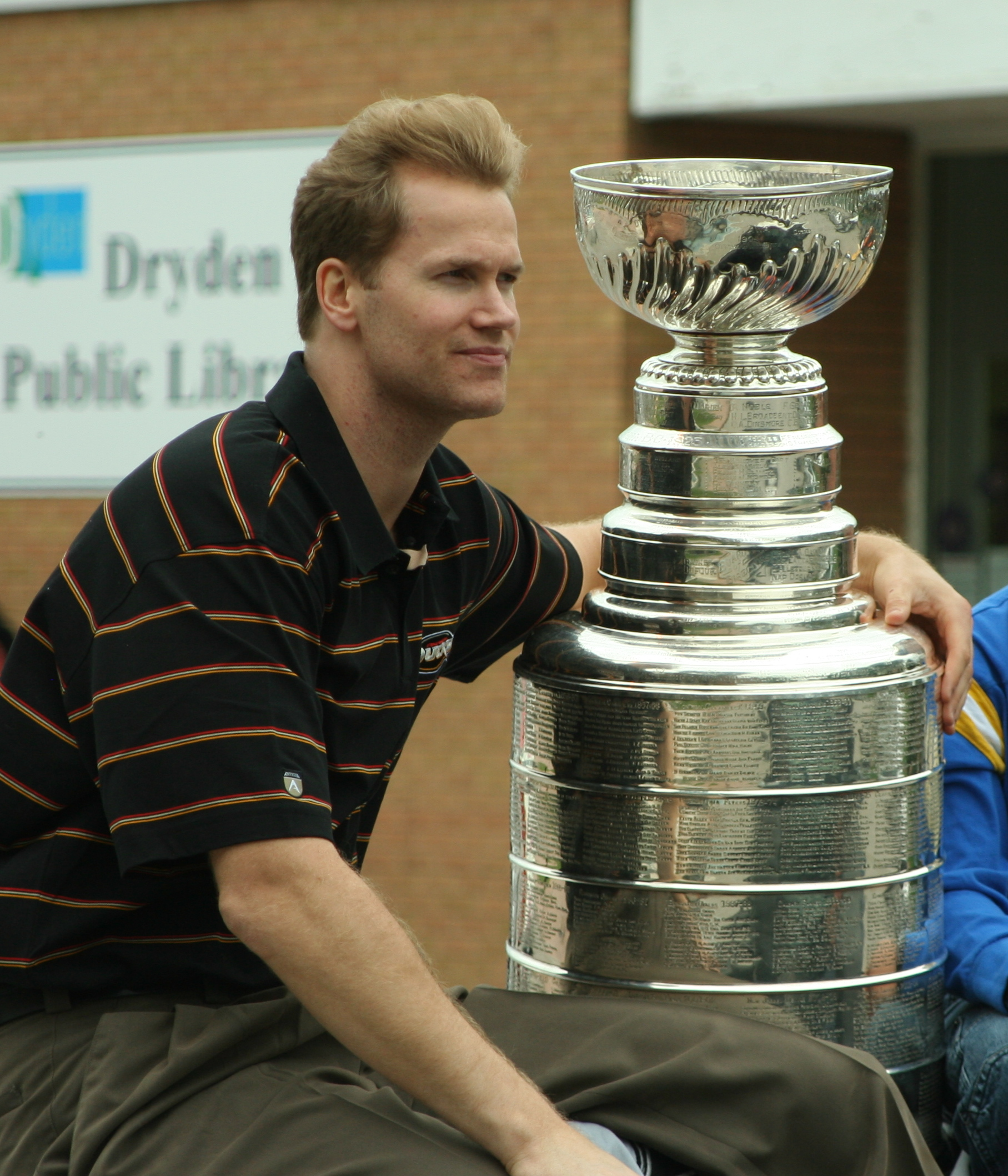
Pronger nel 2007 dopo aver vinto la Stanley Cup con gli Anaheim Ducks.

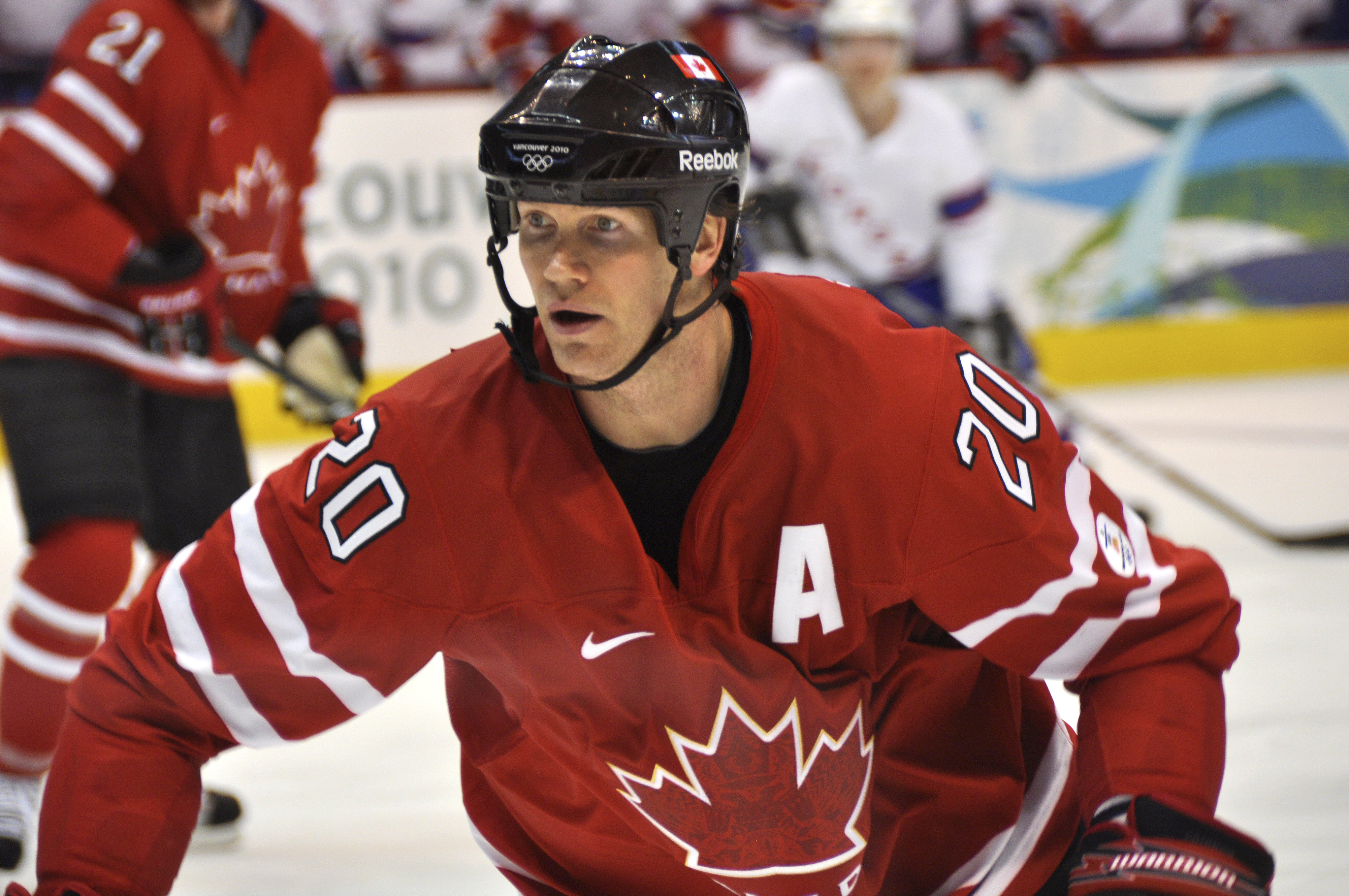
Pronger con la maglia del Canada a Vancouver 2010.

### Club
- Stanley Cup: 1

Anaheim: 2006-2007
- Ontario Hockey League: 1

Peterborough: 1992-1993

### Nazionale
- Giochi olimpici: 2

Salt Lake City 2002, Vancouver 2010
- Campionato mondiale di hockey su ghiaccio: 1

Finlandia 1997
- Campionato mondiale di hockey su ghiaccio Under-20: 1

Svezia 1993

### Individuale
- Hockey Hall of Fame: 1

2015
- Triple Gold Club: 1

6 giugno 2007
- Hart Memorial Trophy: 1

1999-2000
- James Norris Memorial Trophy: 1

1999-2000
- NHL Plus/Minus Award: 2

1997-1998, 1999-2000
- NHL First All-Star Team: 1

1999-2000
- NHL Second All-Star Team: 3

1997-1998, 2003-2004, 2006-2007
- NHL All-Rookie Team: 1

1993-1994
- NHL All-Star Game: 6

1999, 2000, 2001, 2002, 2004, 2008
- CHL All-Rookie Team: 1

1991-1992
- OHL First All-Rookie Team: 1

1991-1992
- CHL First All-Star Team: 1

1992-1993
- CHL Defenseman of the Year: 1

1992-1993
- OHL First All-Star Team: 1

1992-1993
- OHL Max Kaminsky Trophy: 1

1992-1993

## Statistiche

### Club
| Stagione   | Squadra             | Stagione regolare | Stagione regolare | Stagione regolare | Stagione regolare | Stagione regolare | Stagione regolare | Playoff | Playoff | Playoff | Playoff | Playoff |
| Stagione   | Squadra             | Lega              | P                 | G                 | A                 | Pt                | PIM               | P       | G       | A       | Pt      | PIM     |
| ---------- | ------------------- | ----------------- | ----------------- | ----------------- | ----------------- | ----------------- | ----------------- | ------- | ------- | ------- | ------- | ------- |
| 1991-1992  | Peterborough Petes  | OHL               | 63                | 17                | 45                | 62                | 90                | 10      | 1       | 8       | 9       | 28      |
| 1992-1993  | Peterborough Petes  | OHL               | 61                | 15                | 62                | 77                | 108               | 21      | 15      | 25      | 40      | 51      |
| 1993-1994  | Hartford Whalers    | NHL               | 81                | 5                 | 25                | 30                | 113               | -       | -       | -       | -       | -       |
| 1994-1995  | Hartford Whalers    | NHL               | 43                | 5                 | 9                 | 14                | 54                | -       | -       | -       | -       | -       |
| 1995-1996  | St. Louis Blues     | NHL               | 78                | 7                 | 18                | 25                | 110               | 13      | 1       | 5       | 6       | 16      |
| 1996-1997  | St. Louis Blues     | NHL               | 79                | 11                | 24                | 35                | 143               | 6       | 1       | 1       | 2       | 22      |
| 1997-1998  | St. Louis Blues     | NHL               | 81                | 9                 | 27                | 36                | 180               | 10      | 1       | 9       | 10      | 26      |
| 1998-1999  | St. Louis Blues     | NHL               | 67                | 13                | 33                | 46                | 113               | 13      | 1       | 4       | 5       | 28      |
| 1999-2000  | St. Louis Blues     | NHL               | 79                | 14                | 48                | 62                | 92                | 7       | 3       | 4       | 7       | 32      |
| 2000-2001  | St. Louis Blues     | NHL               | 51                | 8                 | 39                | 47                | 75                | 15      | 1       | 7       | 8       | 32      |
| 2001-2002  | St. Louis Blues     | NHL               | 78                | 7                 | 40                | 47                | 120               | 9       | 1       | 7       | 8       | 24      |
| 2002-2003  | St. Louis Blues     | NHL               | 5                 | 1                 | 3                 | 4                 | 10                | 7       | 1       | 3       | 4       | 14      |
| 2003-2004  | St. Louis Blues     | NHL               | 80                | 14                | 40                | 54                | 88                | 5       | 0       | 1       | 1       | 16      |
| 2005-2006  | Edmonton Oilers     | NHL               | 80                | 12                | 44                | 56                | 74                | 24      | 5       | 16      | 21      | 26      |
| 2006-2007  | Anaheim Ducks       | NHL               | 66                | 13                | 46                | 59                | 69                | 19      | 3       | 12      | 15      | 26      |
| 2007-2008  | Anaheim Ducks       | NHL               | 72                | 12                | 31                | 43                | 128               | 6       | 2       | 3       | 5       | 12      |
| 2008-2009  | Anaheim Ducks       | NHL               | 82                | 11                | 37                | 48                | 88                | 13      | 2       | 8       | 10      | 12      |
| 2009-2010  | Philadelphia Flyers | NHL               | 82                | 10                | 45                | 55                | 79                | 23      | 4       | 14      | 18      | 36      |
| 2010-2011  | Philadelphia Flyers | NHL               | 50                | 4                 | 21                | 25                | 44                | 3       | 0       | 1       | 1       | 4       |
| 2011-2012  | Philadelphia Flyers | NHL               | 13                | 1                 | 11                | 12                | 10                | -       | -       | -       | -       | -       |
| Totale OHL | Totale OHL          | Totale OHL        | 124               | 32                | 107               | 139               | 198               | 31      | 16      | 33      | 49      | 79      |
| Totale NHL | Totale NHL          | Totale NHL        | 1167              | 157               | 541               | 698               | 1590              | 173     | 26      | 95      | 121     | 40      |

### Nazionale
| Stagione        | Livello         | Risultati       | Risultati | Risultati | Risultati | Risultati | Risultati |
| Stagione        | Livello         | Competizione    | P         | G         | A         | Pt        | PIM       |
| --------------- | --------------- | --------------- | --------- | --------- | --------- | --------- | --------- |
| 1992-1993       | Canada U-20     | Mondiali U20    | 7         | 1         | 3         | 4         | 6         |
| 1997            | Canada          | Mondiali        | 9         | 0         | 2         | 2         | 12        |
| 1998            | Canada          | Olimpiadi       | 6         | 0         | 0         | 0         | 4         |
| 2002            | Canada          | Olimpiadi       | 6         | 0         | 1         | 1         | 2         |
| 2006            | Canada          | Olimpiadi       | 6         | 1         | 2         | 3         | 16        |
| 2010            | Canada          | Olimpiadi       | 7         | 0         | 5         | 5         | 2         |
| Totale carriera | Totale carriera | Totale carriera | 41        | 2         | 13        | 15        | 40        |